# Wingersheim les Quatre Bans
Wingersheim les Quatre Bans is een gemeente in het Franse departement Bas-Rhin (regio Grand Est). De plaats maakt deel uit van het arrondissement Saverne. Wingersheim les Quatre Bans is op 1 januari 2016 ontstaan door de fusie van de gemeenten Gingsheim, Hohatzenheim, Mittelhausen en Wingersheim. De gemeente telde 2.340 inwoners op 1 januari 2022.

## Geografie
De oppervlakte van Wingersheim les Quatre Bans bedroeg op 1 januari 2022 18,52 vierkante kilometer; de bevolkingsdichtheid was toen 126,3 inwoners per km². 

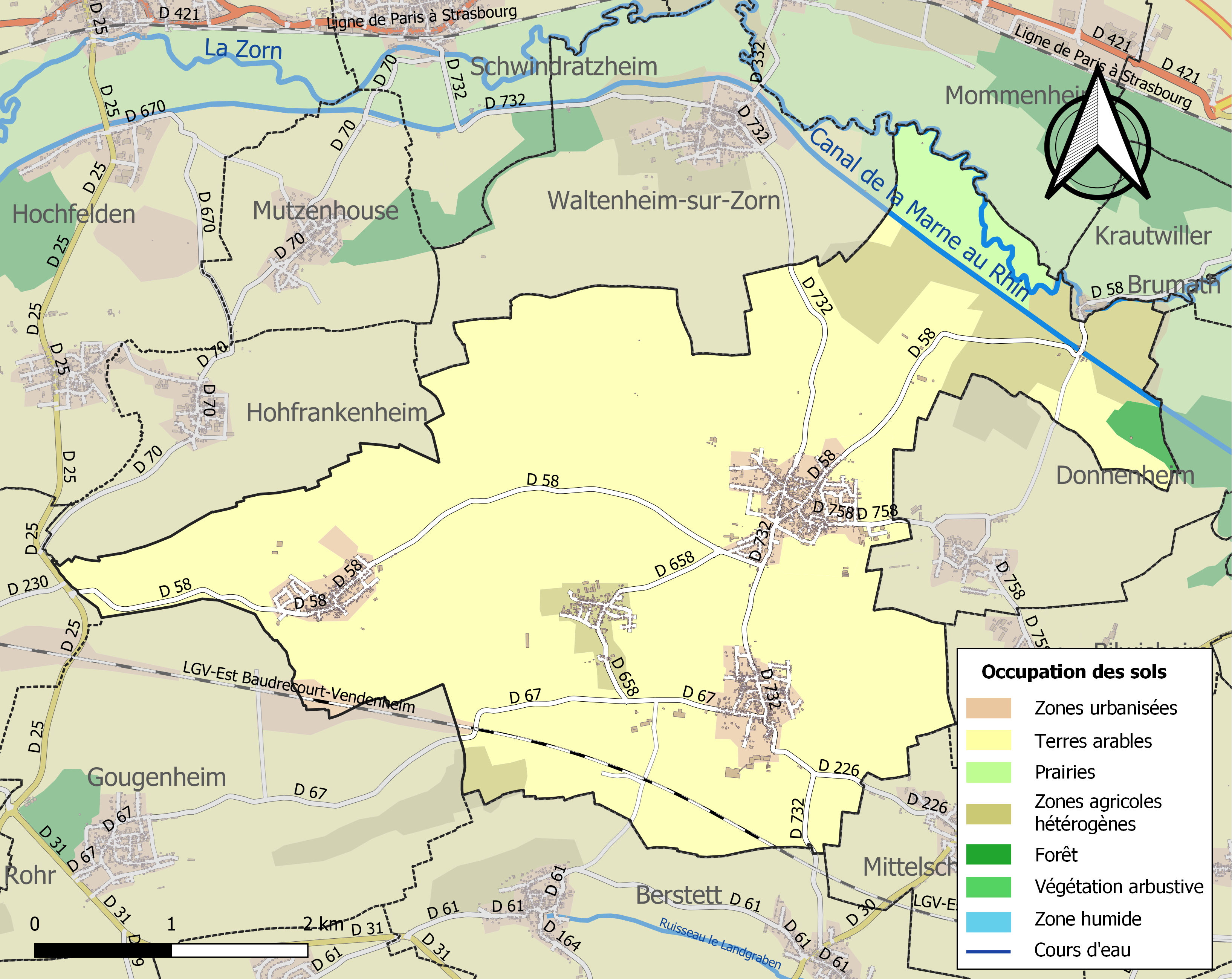
Kaart van de gemeente met de belangrijkste infrastructuur, bodemgebruik en omliggende gemeenten